# Kommendörsgatan

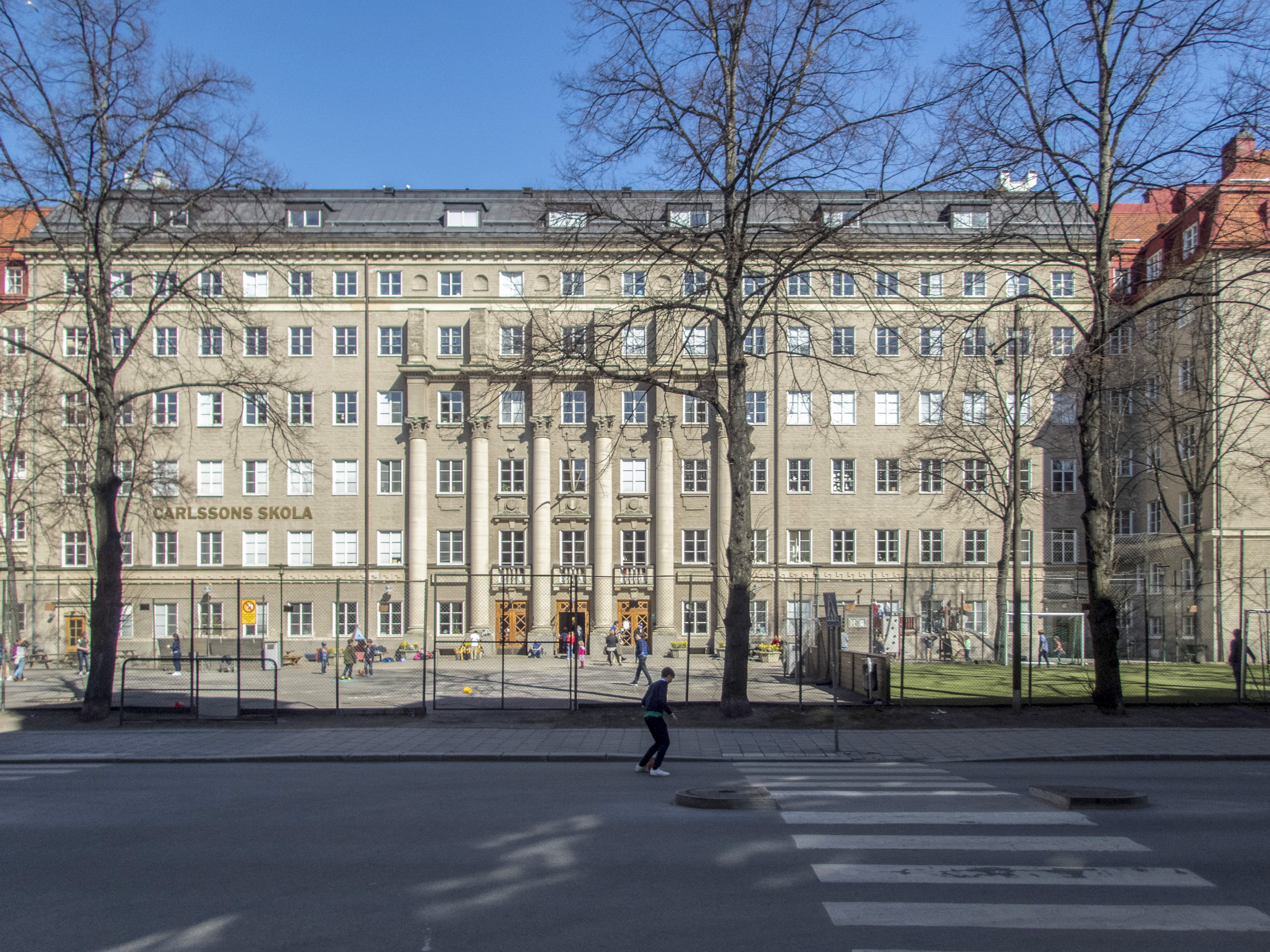
Carlssons skola, Kommendörsgatan 31.

Kommendörsgatan är en gata på Östermalm i Stockholm. Gatan sträcker sig parallellt med och söder om Karlavägen från Sturegatan i höjd med Humlegården i väster till Styrmansgatan / Karlaplan i öster. Gatan fick sitt nuvarande namn 1877.

## Historik
Kommendörsgatan har sitt namn efter F.H. Didron (1817-1886) som var kommendör i flottans reserv. Han var dessutom en känd artilleritekniker och kommunalman och lät uppföra det första huset vid Kommendörsgatans nya östra del som anlades på 1870-tal. Gaturegleringen var ett resultat av Lindhagenplanen från 1866. Kommendörsgatans föregångare hette Nya gatan som var betydligt kortare och sträckte sig mellan Jungfrugatan och Grevgatan. 

## Bebyggelse
Kommendörsgatans bebyggelse präglas av hyreskaserner som uppfördes under 1800-talets slut och 1900-talets början. Bland arkitekterna märks  Johan Laurentz, Georg Hagström, Hagström & Ekman, Carl Sandahl, Kasper Salin och Knut Gyllencreutz. 
I kvarteret Brandvakten (Kommendörsgatan 31) byggdes år 1888 en Cirkus- och industribyggnad kallad Industripalatset. Huset ritades av arkitekterna Gustaf Lindgren och Kasper Salin och eldhärjades två gånger 1894 och 1913 då det revs. På platsen uppfördes sedan Ahlströmska skolan efter ritningar av Albin Stark och invigdes 1926. Sedan 1963 finns Carlssons skola i byggnaden. 
I huset  Kommendörsgatan 13 ligger Frankrikes ambassad i Stockholm sedan 1997. På Kommendörsgatan 35 har flera ambassader sina beskickningar: Island, Österrike, Uruguay, Libanon och Peru.

### Byggnader vid gatan (urval)

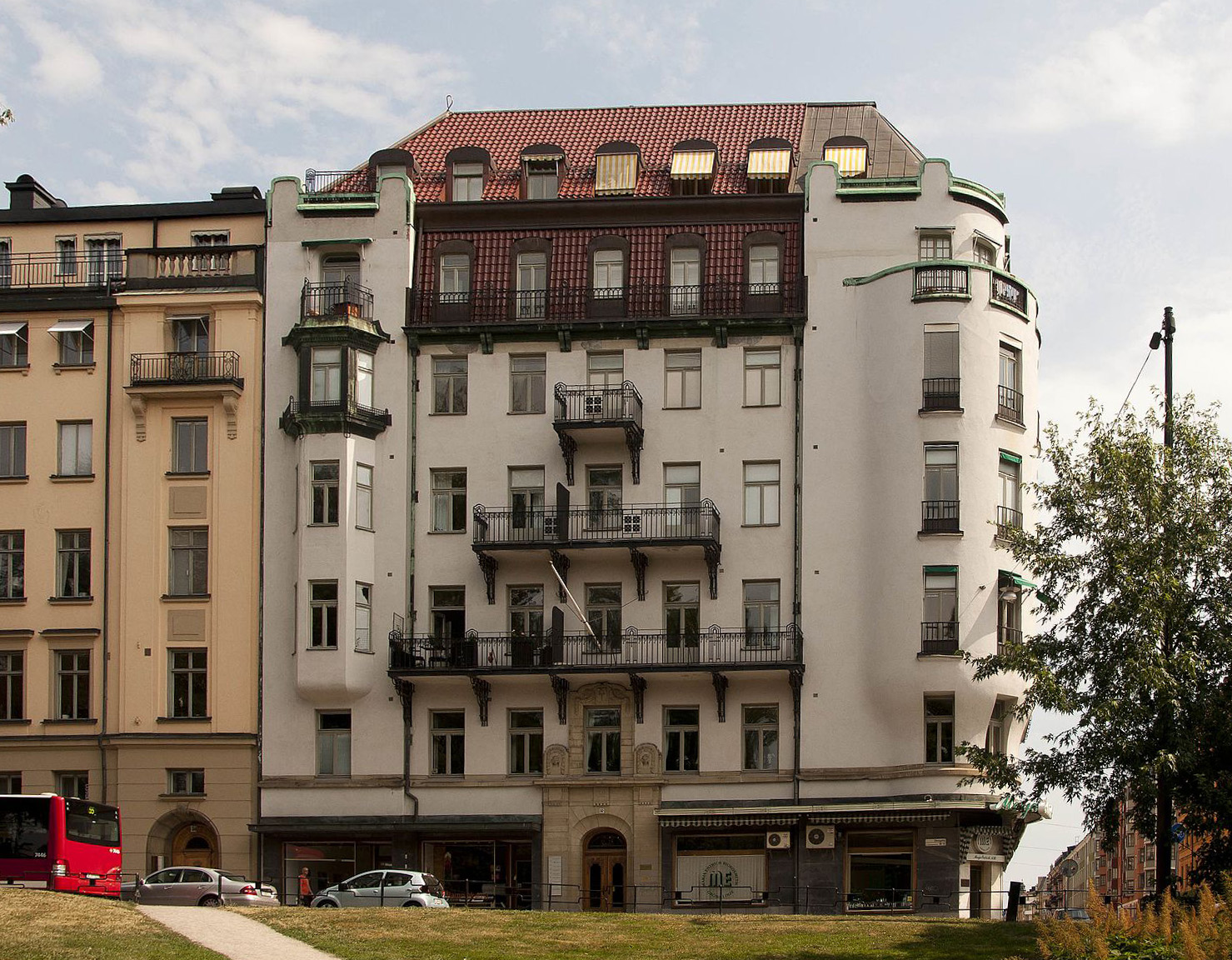
Kvarteret Humlegårdsmästaren, Kommendörsgatan 1 / Sturegatan, arkitekt Carl Nestor Söderberg (1877).
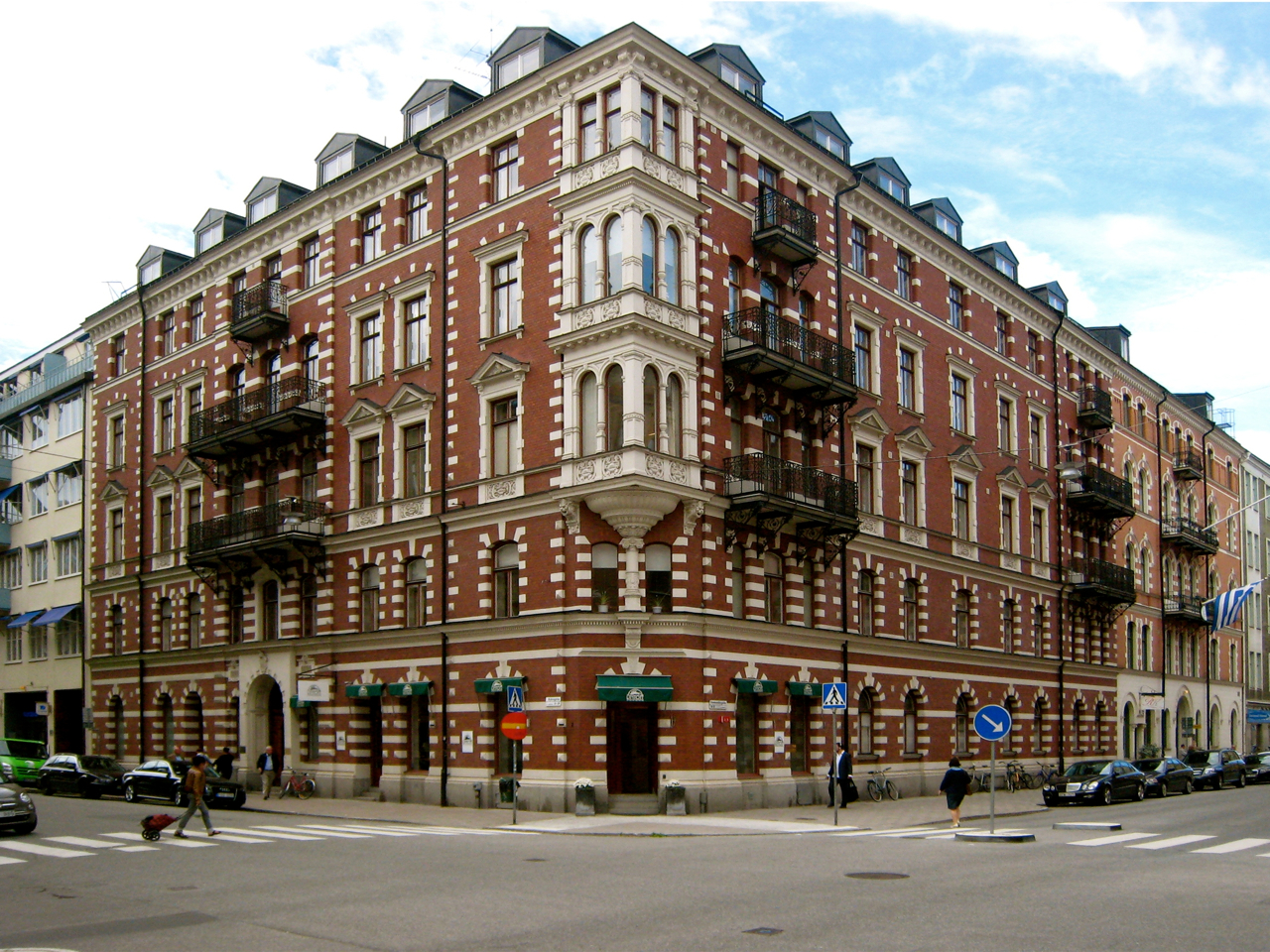
Kvarteret Guldfisken, Kommendörsgatan 59 / Nybrogatan, arkitekt Johan Laurentz (1890).
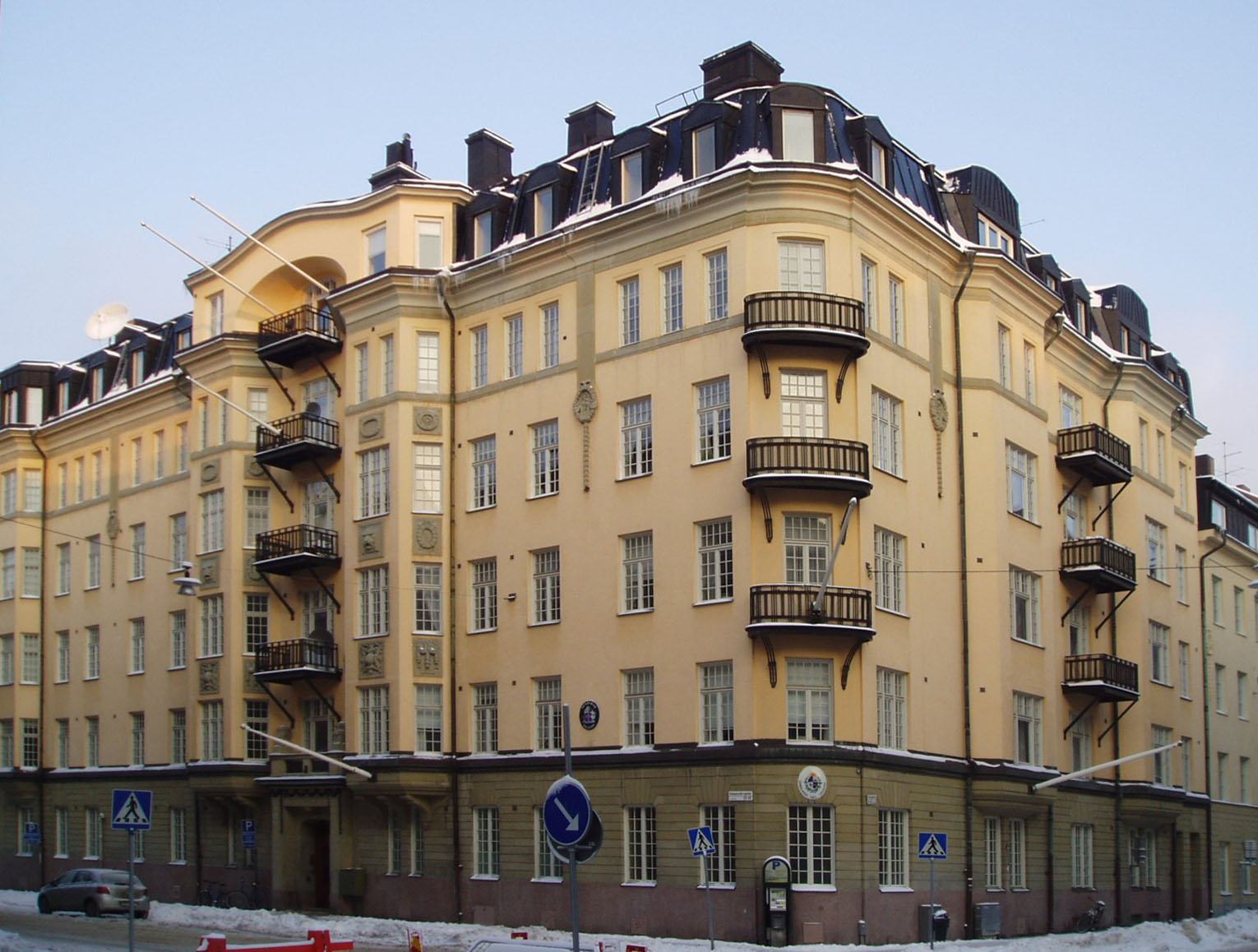
Kvarteret Gnistan, Kommendörsgatan 35 / Grevgatan, arkitekt Hagström & Ekman (1907).
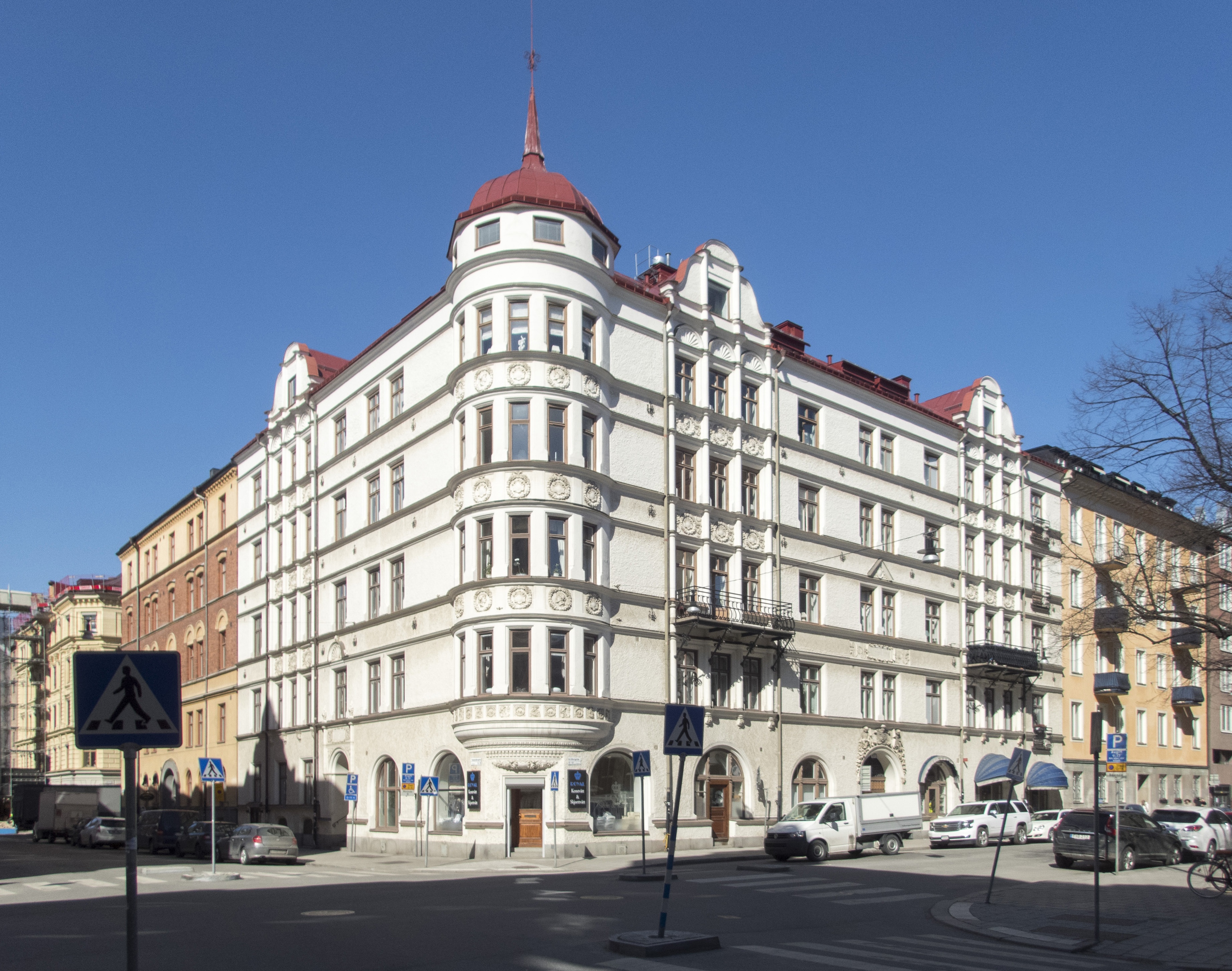
Kvarteret Brännaren,  Kommendörsgatan 29 / Artillerigatan, arkitekt Kasper Salin och Gustaf Lindgren (1888).
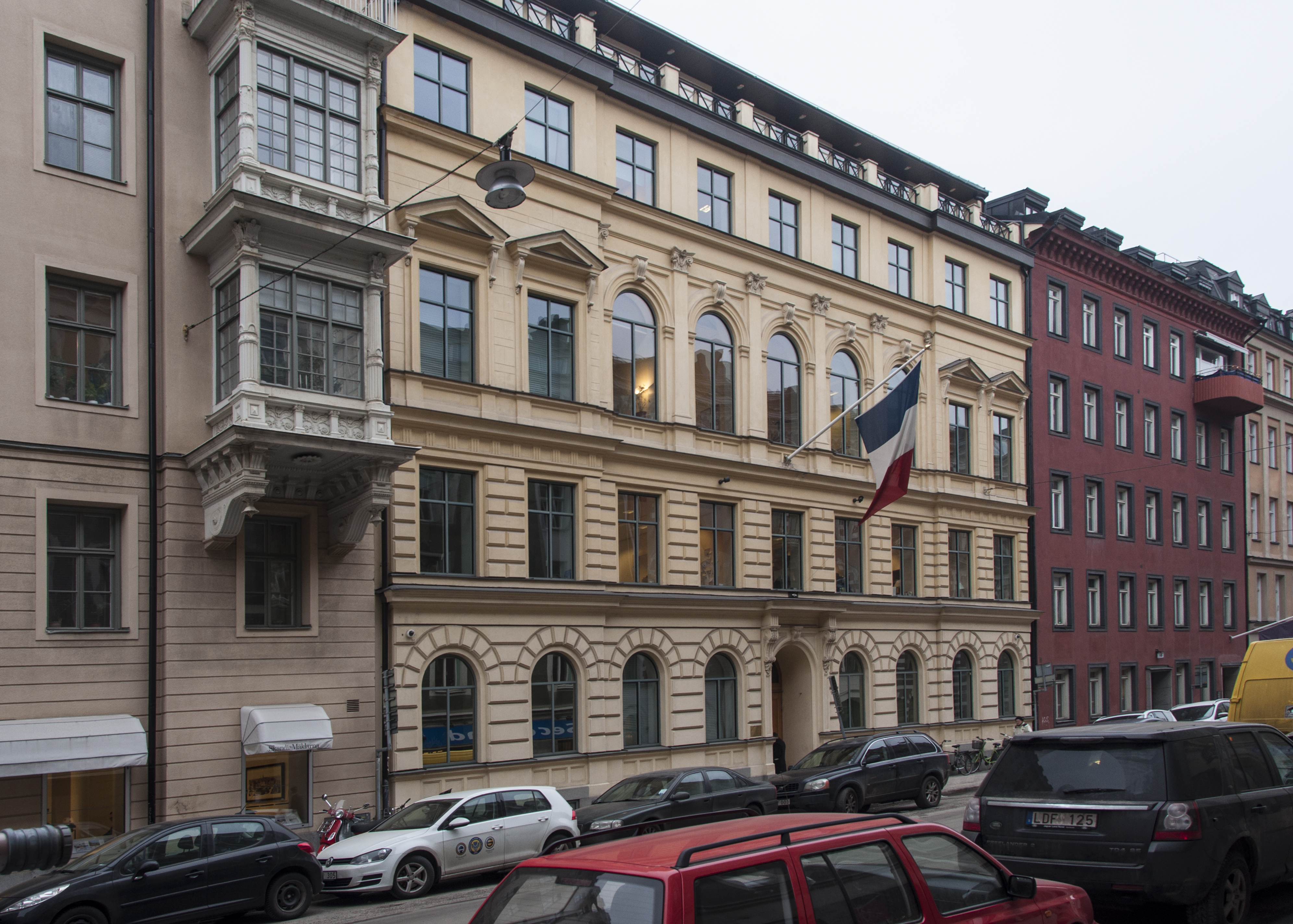
Kvarteret Flundran, Kommendörsgatan 13, arkitekt Carl Sandahl (1882).